# Eldhs fontän

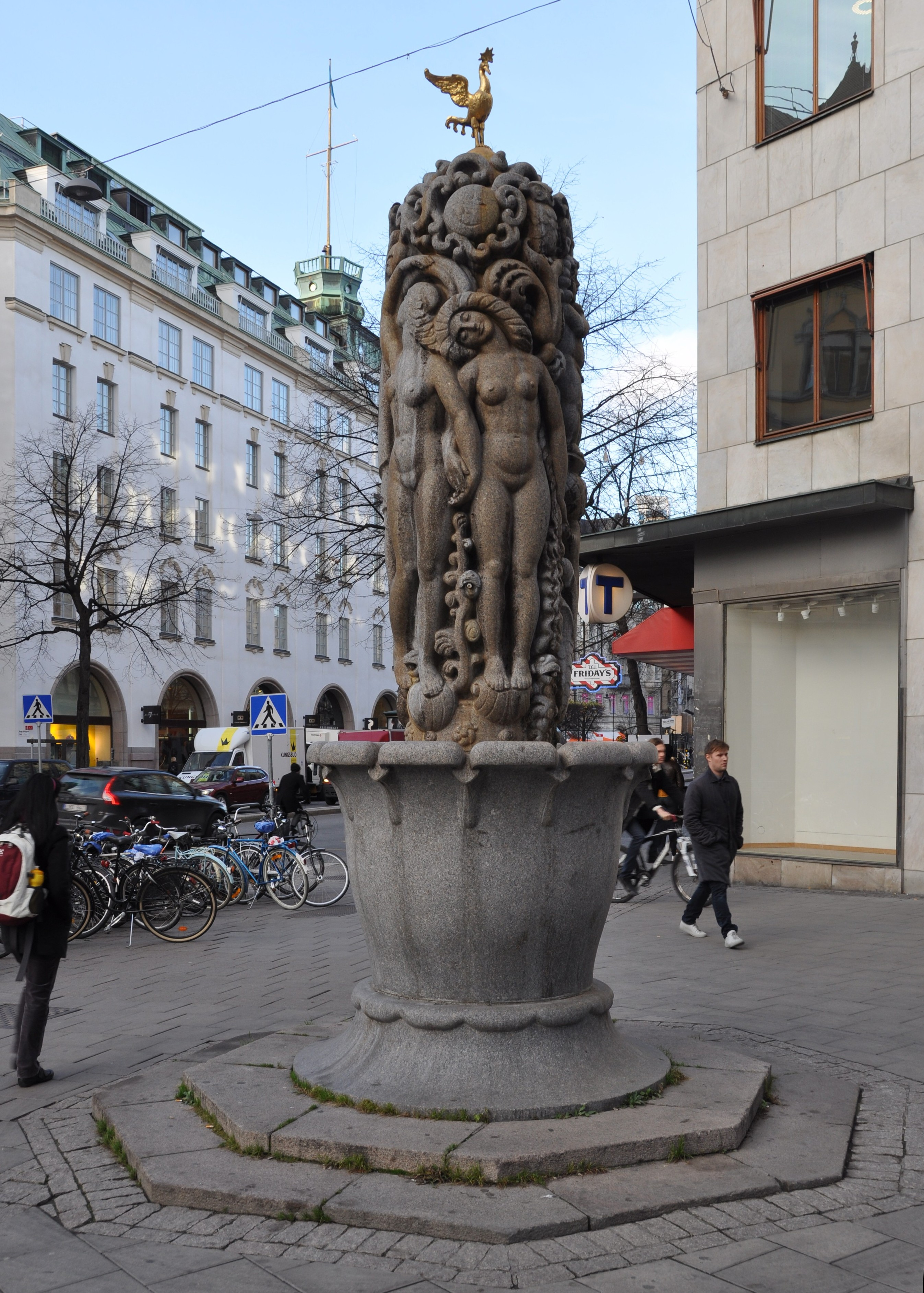
Eldhs fontän, november 2011.

Eldhs fontän är en fontän formgiven av Carl Eldh och sedan 1921 placerad där Grev Turegatan möter Birger Jarlsgatan i stadsdelen Östermalm i centrala Stockholm.

## Historik

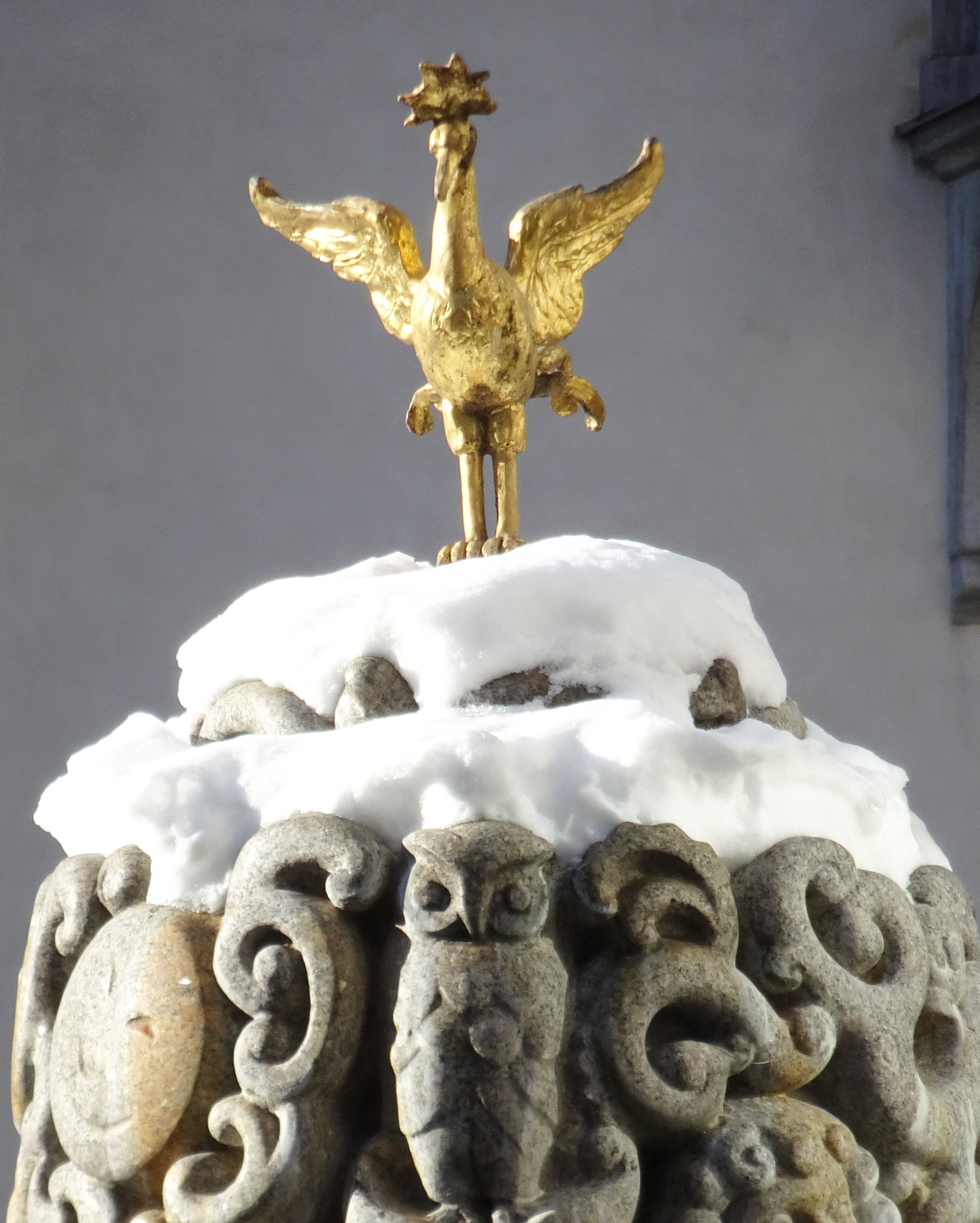
Detalj.

Statyn tillkom efter en tävling utlyst av Eva Bonniers donationsnämnd. Konstnären Carl Eldh ansåg att den föreslagna platsen vid Birger Jarlsgatan fordrade en till linjerna och motivvalet enkel skulptur. I den vertikala kroppen i Blekingegranit framträder de tre kvinnofigurerna Morgonen, Dagen och Natten och mellan dem barn tillhuggna i högrelief. En fågel i förgylld koppar kröner verket. Vattnet i fontänen var tänkt att stå som en slöja kring figurerna. Gruppen var från början placerad i ett stort runt brunnskar som 1923 ersattes med ett oktogonalt podium efter klagomål på vattenstänk.
Eldh ansåg att fontänen skapade en vilopunkt i gatans vimmel och att den var ett av hans främsta verk. Verket var dock omstritt och debatten kring dess "falliska karaktär" gick het. 1922 motionerade två politiker i Stockholms kommuns stadsfullmäktige om dess borttagande. De skrev bland annat att ”konstverket i fråga vars innebörd alltjämt torde vara fördold för den stora allmänheten...” och att ”opinionen har länge ondgjort sig över detta i högsta grad egenartade konstverk /…/ utan funnit fontänen alltmer svår att förlika sig med”. Trots hänvisningar om att den utgjorde ett trafikhinder fick fontänen stå kvar.
Eldh själv menade att verket skulle avbilda ”en ljus idyll” och kände sig tydligen mycket missförstådd och ledsen över att skulpturen inte uppskattades.
I september 2024 återinvigdes fontänen efter en tids konserveringsarbeten och brunnskaret återskapades på nytt till den ursprungliga idén om ett kar som fångar upp skulpturens vatten .